# Bernie Worrell
George Bernard Worrell, Jr., mais conhecido por Bernie Worrell (Long Branch, 19 de abril de 1944 - Everson, 24 de junho de 2016) foi um tecladista e compositor musical estadunidense, que tornou-se notório por seu trabalho com o Parliament-Funkadelic (do qual foi um dos fundadores) e com o Talking Heads. Foi induzido ao Rock and Roll Hall of Fame em 1997, juntamente com os outros membros do Parliament-Funkadelic.
Ele foi um dos primeiros músicos a receber os sintetizadores Moog original e Minimoog, que lhe permitiram criar um som revolucionário, de elásticas linhas de baixo, que mudou o curso do r&b.
Morreu no dia 24 de junho de 2016, aos 72 anos, devido a um câncer de pulmão, em sua casa, localizada na cidade de Everson.
Uma de suas últimas aparições públicas foi um pequeno papel no filme "Ricki and The Flash: De Volta Para Casa" (2015) como integrante da banda de uma roqueira interpretada pela atriz Meryl Streep.

## Discografia

### Carreira solo
- 1978: All the Woo in the World
- 1990: Funk of Ages
- 1993: Blacktronic Science
- 1993: Pieces of Woo: The Other Side
- 1997: Free Agent: A Spaced Odyssey
- 2007: Improvisczario
- 2009: Christmas Woo
- 2010: I Don't Even Know
- 2011: Standards
- 2013: BWO Is Landing (creditado como "The Bernie Worrell Orchestra")
- 2014: Elevation: The Upper Air
- 2016: Retrospectives

| - 1970: Funkadelic - 1970: Free Your Mind... and Your Ass Will Follow - 1971: Maggot Brain - 1972: America Eats Its Young - 1973: Cosmic Slop - 1974: Standing on the Verge of Getting It On - 1975: Let's Take It to the Stage - 1976: Tales of Kidd Funkadelic - 1976: Hardcore Jollies - 1978: One Nation Under a Groove - 1979: Uncle Jam Wants You - 1996: Live: Meadowbrook, Rochester, Michigan – 12th September 1971 | - 2008: Toys (gravado de 1970 a 1974) - 2014: First Ya Gotta Shake the Gate - 1970: Osmium - 1974: Up for the Down Stroke - 1975: Chocolate City - 1975: Mothership Connection - 1976: The Clones of Dr. Funkenstein - 1977: Live: P-Funk Earth Tour - 1977: Funkentelechy Vs. the Placebo Syndrome - 1978: Motor Booty Affair - 1979: Gloryhallastoopid - 1980: Trombipulation |

### Participações em outros trabalhos
| Ano  | Banda/músico                               | Álbum                                           |
| ---- | ------------------------------------------ | ----------------------------------------------- |
| 1981 | Jerry Harrison                             | The Red and the Black                           |
| 1982 | Talking Heads                              | The Name of This Band Is Talking Heads          |
| 1983 | Talking Heads                              | Speaking in Tongues                             |
| 1984 | Talking Heads                              | Stop Making Sense                               |
| 1984 | Fred Schneider                             | Fred Schneider and the Shake Society            |
| 1985 | Fela Kuti                                  | Army Arrangement                                |
| 1986 | Ginger Baker                               | Horses & Trees                                  |
| 1992 | Praxis                                     | Transmutation (Mutatis Mutandis)                |
| 1994 | Marisa Monte                               | Verde, Anil, Amarelo, Cor-de-Rosa e Carvão      |
| 1995 | Julian Schnabel                            | Every Silver Lining Has a Cloud                 |
| 1998 | Carlinhos Brown                            | Omelete Man                                     |
| 2001 | Shin Terai                                 | Unison                                          |
| 2004 | Colonel Claypool's Bucket of Bernie Brains | The Big Eyeball in the Sky                      |
| 2004 | Mos Def                                    | The New Danger                                  |
| 2006 | Gigi                                       | Gold & Wax                                      |
| 2007 | Shin Terai                                 | Lightyears                                      |
| 2007 | Praxis                                     | Tennessee 2004                                  |
| 2008 | Praxis                                     | Profanation (Preparation for a Coming Darkness) |
| 2008 | Science Faxtion                            | Living on Another Frequency                     |
| 2009 | Eric McFadden Trio                         | Delicate Thing                                  |